# Jacqueline Lorains
Jacqueline Lorains (París, 4 de febrero de 1962) es una ex actriz pornográfica francesa.

## Biografía
Natural de la capital francesa, a los 18 años se trasladó a los Estados Unidos y comenzó su carrera como actriz pornográfica, debutando como tal en una escena lésbica para Night Dreams. Al año siguiente aparecería en la secuela de The Devil in Miss Jones, compartiendo escenas con Georgina Spelvin.
Como actriz trabajó para estudios como Caballero, Vivid, Cal Vista, Classic X, VCX, Metro, Blue Vanities, VCA Pictures, Evil Angel, Hi-Times, Vidco, Pepper, Pleasure, Gourmet/GVC, Wet Video o Sin City, entre otros.
Mantuvo una relación sentimental con el cineasta Jane Water, así como con el actor pornográfico Paul Thomas. Precisamente con Water protagonizaría Daddy's Darling Daughters y Traci's Big Trick.
En 1989 obtuvo su único Premio AVN en la categoría de Mejor actriz de reparto, por el vídeo de Beauty and the Beast.
Se retiró de la industria en 1990, habiendo aparecido en más de 160 películas.
Algunas películas suyas fueron Babylon Blue, Dirty Girls, Erotic City, Goin' Down, In the Pink, Jacqueline Lorians Anthology, Ladies of the 80's, Night Dreams, Reamin' Reunion, Sexaholic, Tracy In Heaven o Working Overtime.

## Premios y nominaciones
| Año  | Ceremonia    | Resultado | Premio                  | Trabajo                         |
| ---- | ------------ | --------- | ----------------------- | ------------------------------- |
| 1989 | Premios AVN  | Ganadora  | Mejor actriz de reparto | Beauty and the Beast (en vídeo) |
| 1989 | Premios XRCO | Ganadora  | Mejor actriz de reparto | Beauty and the Beast            |